# Varín
Varín (in ungherese Várna) è un comune della Slovacchia facente parte del distretto di Žilina, nella regione omonima.